# Площадь Труда (Санкт-Петербург)
Площадь Труда́ (в 1830—1880-х годах Благовещенская ул., до 1918 года Благовещенская пл.) — площадь в Адмиралтейском районе Санкт-Петербурга.
Расположена на 2-м Адмиралтейском острове между Английской набережной, Конногвардейским бульваром, улицей Якубовича и набережной Крюкова канала.

## История названия
Первоначальное название Благовещенская площадь известно с 1891 года, связано с церковью Благовещения Пресвятой Богородицы. В октябре 1918 года получила современное наименование площадь Труда, по находящемуся на площади Дворцу Труда.

## История
22 июля (2 августа) 1706 года на этом месте был заложен Каторжный двор. Он просуществовал до 1740-х годов Там содержались каторжники, большинство которых работало в качестве гребцов, часть трудилась на Галерной верфи. Зимой они таскали на спинах камни и забивали сваи.

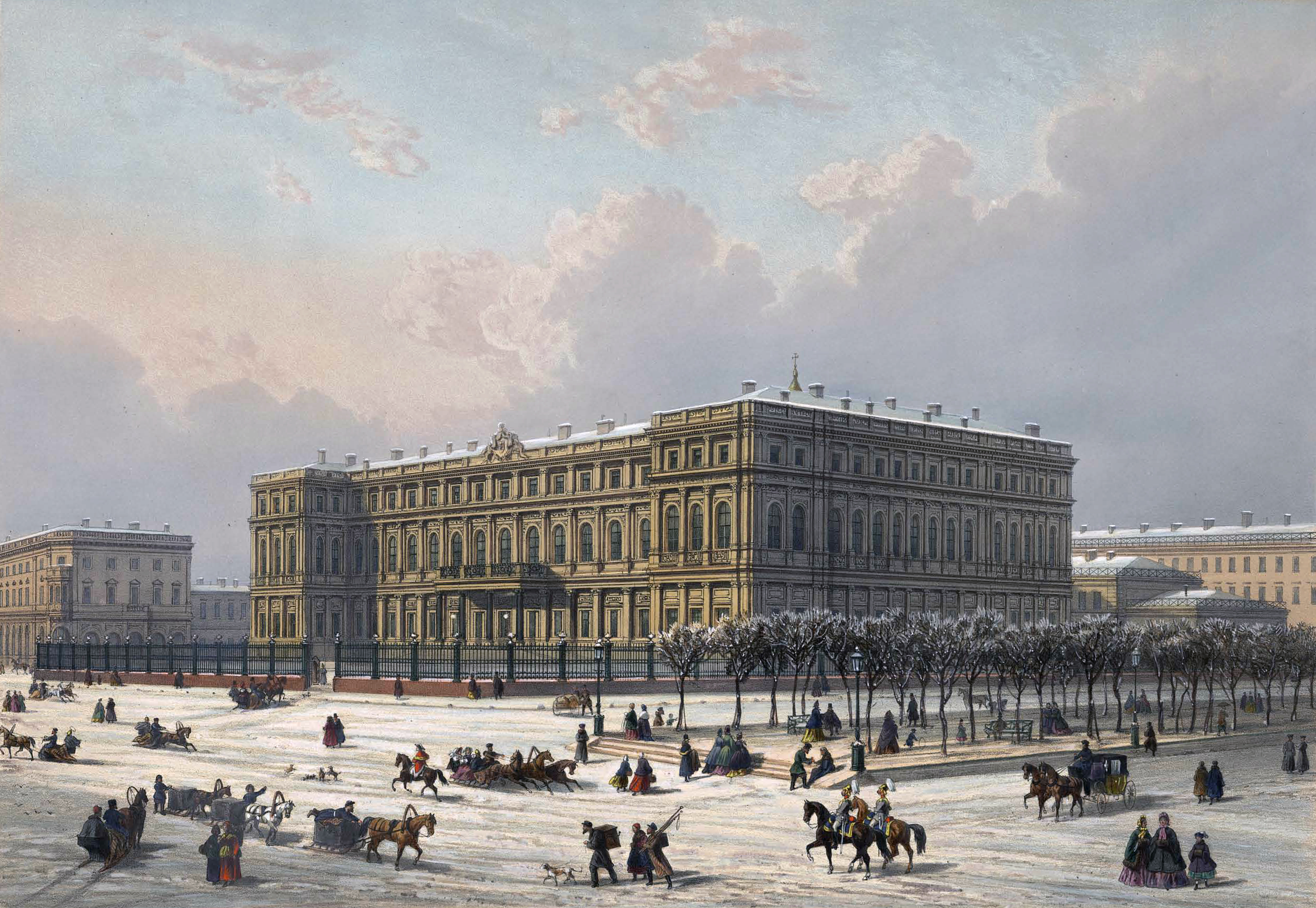
Николаевский дворец в XIX веке, литография по рисунку И. Шарлеманя

В 1790-х годах построено здание Морских казарм (архитектор Ф. И. Волков, перестроено архитектором А. Д. Захаровым), на их месте в 1853—1861 годах сооружён Николаевский дворец (д. 4, с 1917 года — Дворец Труда, отсюда современное название площади).
В 1840-х годах территория реконструирована в связи со строительством Благовещенского моста, связавшего площадь с Васильевским островом.
18 марта 1842 года был подписан указ, в котором говорилось:

Для образования площади у съезда с моста на левом берегу Невы сломать дома со стороны Английской набережной чиновника Холодовского и со стороны Галерной улицы — барона Шабо

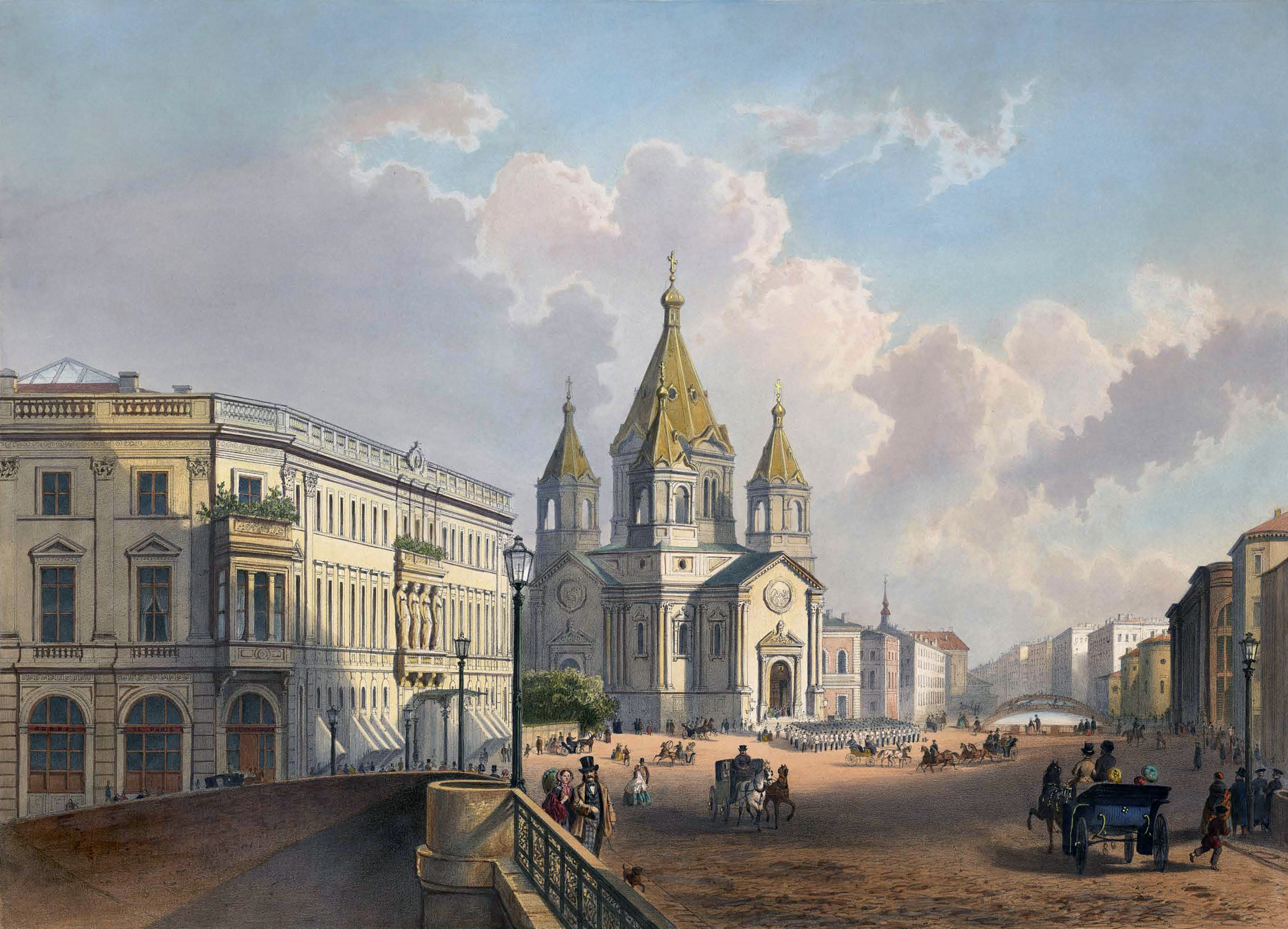
Вид на площадь с моста. 1850-е годы

К осени 1844 года этот указ был выполнен — дома частично сломаны (осталась небольшая часть дома — Английская набережная, дом № 36).
На освобождённом месте, не откладывая, по проекту известного зодчего К. А. Тона началась постройка красивой Благовещенской церкви лейб-гвардии Конного полка (отсюда прежнее название).
Церковь была построена в 1844—1849 годах, снесена в 1929 году.
В 1845—1849 годах на площади в духе эклектики был построен доходный дом В. А. Вонлярлярского (№ 2; автор проекта — архитектор М. Д. Быковский). В 1941—1944 годах во время блокады Ленинграда на площади действовал узел противодесантной обороны. Из-за артиллерийских обстрелов многие здания площади оказались повреждены, их восстановили в конце 1940-х — начале 1950-х годов. В 1970-х годах на площади был построен дом № 3 (стоявший на этом месте старый дом украшали майоликовые панно, которые теперь хранятся в Музее истории Санкт-Петербурга). В доме № 6 в 1933—1943 годах жил композитор Б. В. Асафьев.
С 1907 по 1997 год по площади проходили трамвайные маршруты, заменившие конку, следовавшие со стороны Конногвардейского бульвара на Васильевский остров и на Театральную площадь. Здесь также существовало и трамвайное кольцо. С 1936 года на площади появилось и движение троллейбуса.
В конце 1980-х гг. проводилась замена дорожного покрытия. Каменная брусчатка не была утилизирована, а использовалась в мощении набережной Зимней канавки.
В 1998 году на площади сооружён подземный пешеходный переход.

## Достопримечательности

### Благовещенский мост
Благовещенский мост через Неву. Соединяет площадь Труда с Васильевским островом. Первый арочный мост построен в 1843—1850 годах по проекту С.В. Кербедза. В 1936—1939 годах по проекту инженера Г.П. Передерия мост перестроен в балочный, разводной пролёт был размещён над серединой русла реки. В 2005—2007 годах проведена реконструкция, в ходе которой мосту был возвращён исторический облик. Полная длина современного моста составляет 355,91 м, ширина моста 37,0 м.

### Доходный дом А. А. Вонлярлярского (Английская набережная, дом 36,Галерная улица, дом 37, площадь Труда, дом 2)
Доходный дом А. А. Вонлярлярского в стиле эклектики построен в 1840 году по проекту архитекторов Н. Е. Ефимова и М. Д. Быковского для статского советника, крупного строительного подрядчика А. А. Вонлярлярского. Фасады здания спроектированы с использованием мотивов ренессанса и позднего классицизма. Второй этаж, где располагались парадные помещения, выделялся высокими «брамантовыми окнами», портик с четырьмя кариатидами, украсивший центр второго этажа.

### Николаевский дворец(площадь Труда, дом 4, Галерная улица, дом 24,Конногвардейский бульвар, дом 23)
Николаевский дворец или Женский институт имени великой княжны Ксении Александровны или Дом труда. Построен в стиле эклектики в 1853—1861 годах по проекту архитектора А. И. Штакеншнейдера для великого князя Николая Николаевича, сына императора Николая I. В 1895 году после смерти великого князя Николаевский дворец был реконструирован для Ксениинского института, где обучались девочки полусироты из дворянских семей. В 1918 году здание передано профсоюзным организациям и переименовано во Дворец труда. В настоящее время дворец Труда является штаб-квартирой Федерации профсоюзов Санкт-Петербурга и Ленинградской области. От площади здание отделяет парадный двор, огороженный ажурной решеткой.

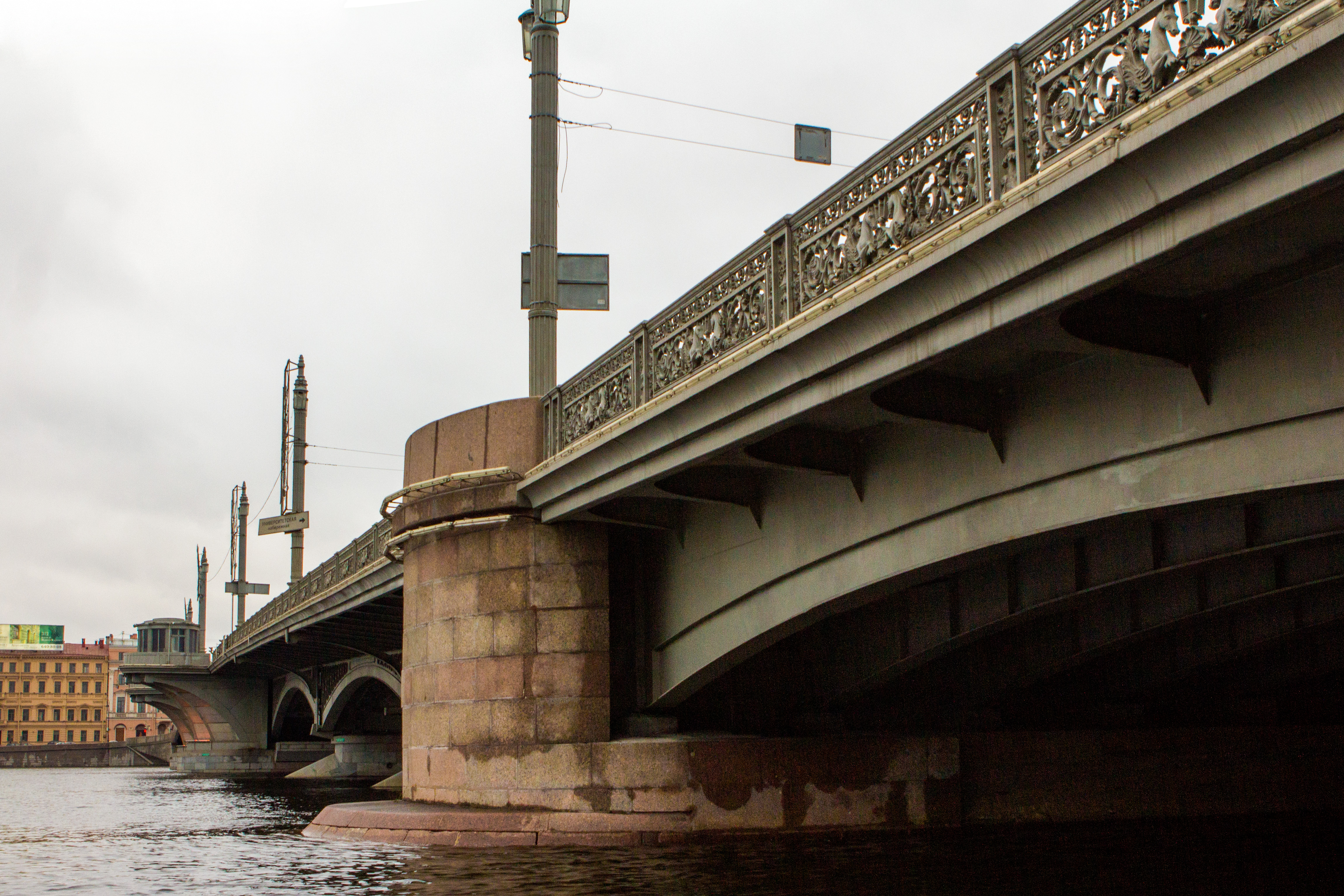
Благовещенский мост
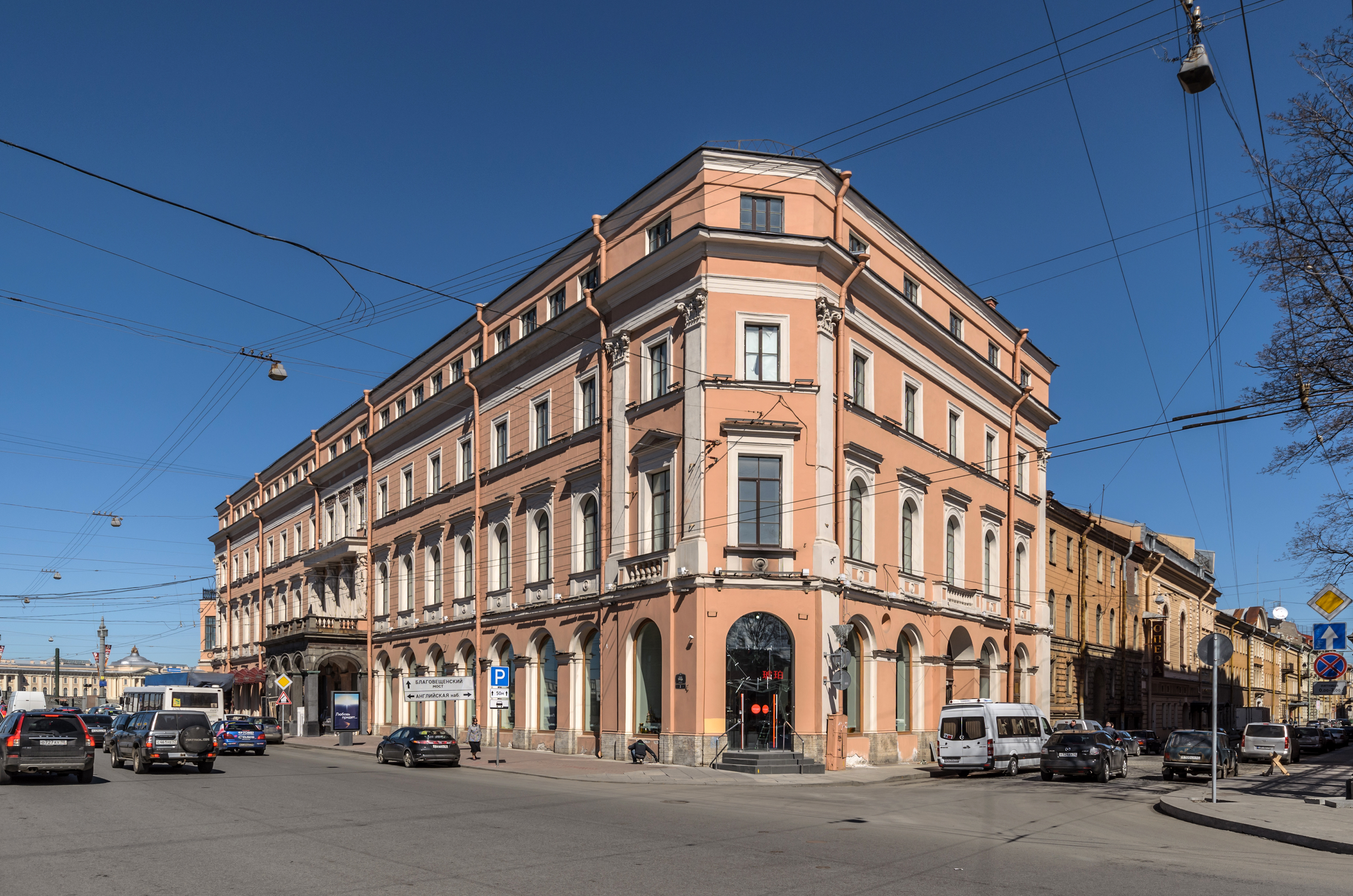
Доходный дом В. А. Вонлярлярского
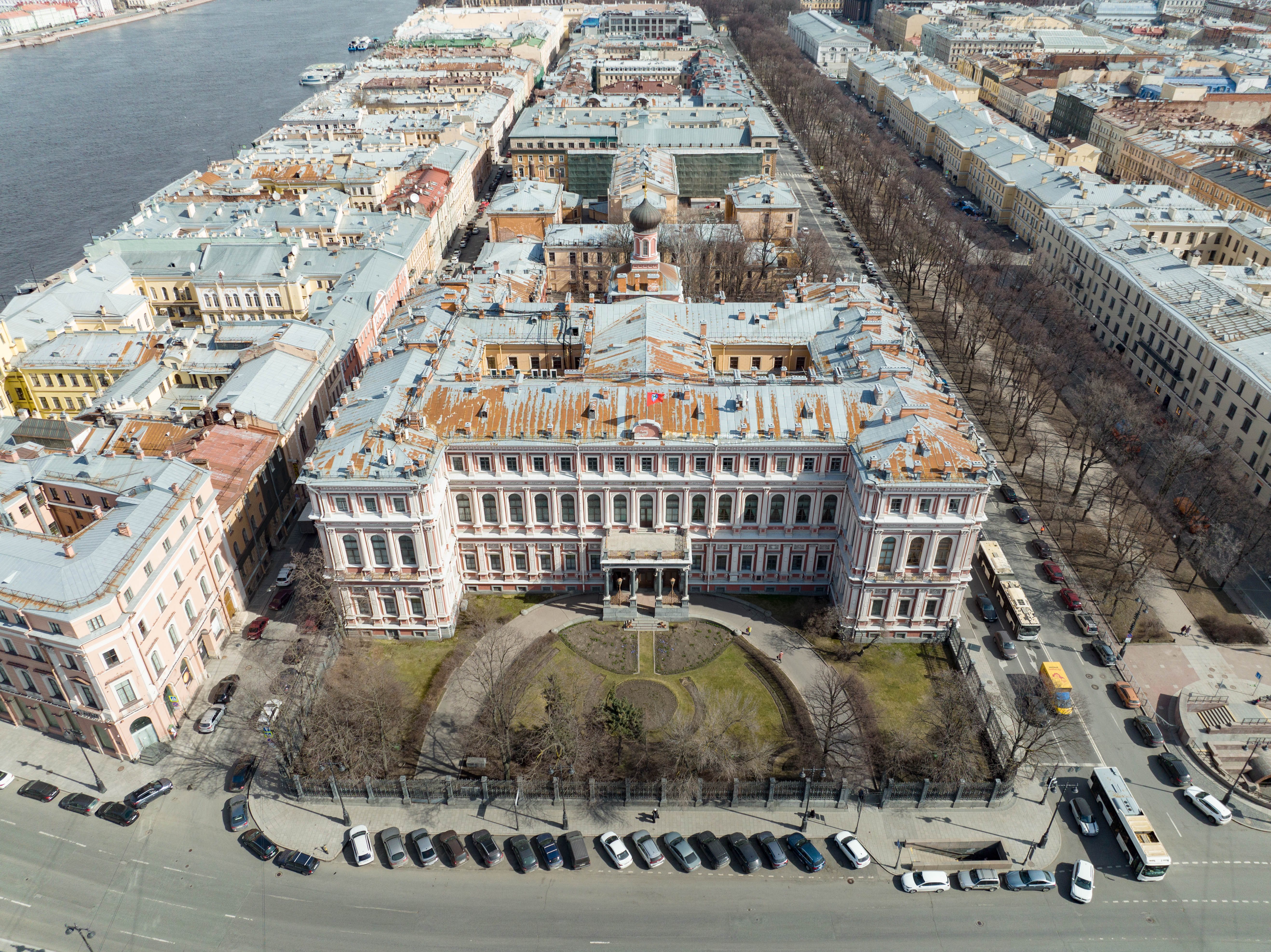
Николаевский дворец

### Казармы Конногвардейского полка(Конногвардейский бульвар, дом 6,Конногвардейский переулок, дом 1, площадь Труда, дом 6)
Казармы Конногвардейского полка построены в 1843—1848 годах по проекту архитектора И. Д. Черника для размещения Лейб-гвардии Конного полка. Двухэтажное здание на высоком гранитном цоколе с трёхэтажными центральным и боковыми ризалитами в эклектичном стиле с чертами классицизма (штукатурка, рустовка) с чертами неоренессанса.

### Казармы Конногвардейского полка (улица Якубовича, дом 26, площадь Труда, дом 8)
Казармы лейб-гвардии Конного полка или Ленинградский институт авиационного приборостроения. Построены в 1848—1850 годах в стиле эклектики по проекту архитектора И. Д. Черника. В 1961 году здание передано Ленинградскому институту авиационного приборостроения.

### Крюковские морские казармы (площадь Труда, дом 5, набережная Крюкова канала, дом 2)
Крюковские склады или Крюковские морские казармы или Центральный Военно-морской музей. Реконструированы в 1844—1855 годах по проекту военного инженера М. А. Пасыпкина и академика архитектора А. С. Кудинова. В советское время здание использовалось как казармы Балтийского флотского экипажа и для размещения учреждений и служб Балтийского флота. В 2007 году Крюковские казармы передали Центральному Военно-морскому музею имени Петра Великого. Была проведена реконструкция здания и с С 28.07.2013 здесь открылся Центральный военно-морской музей.

### Подземный пешеходный переход

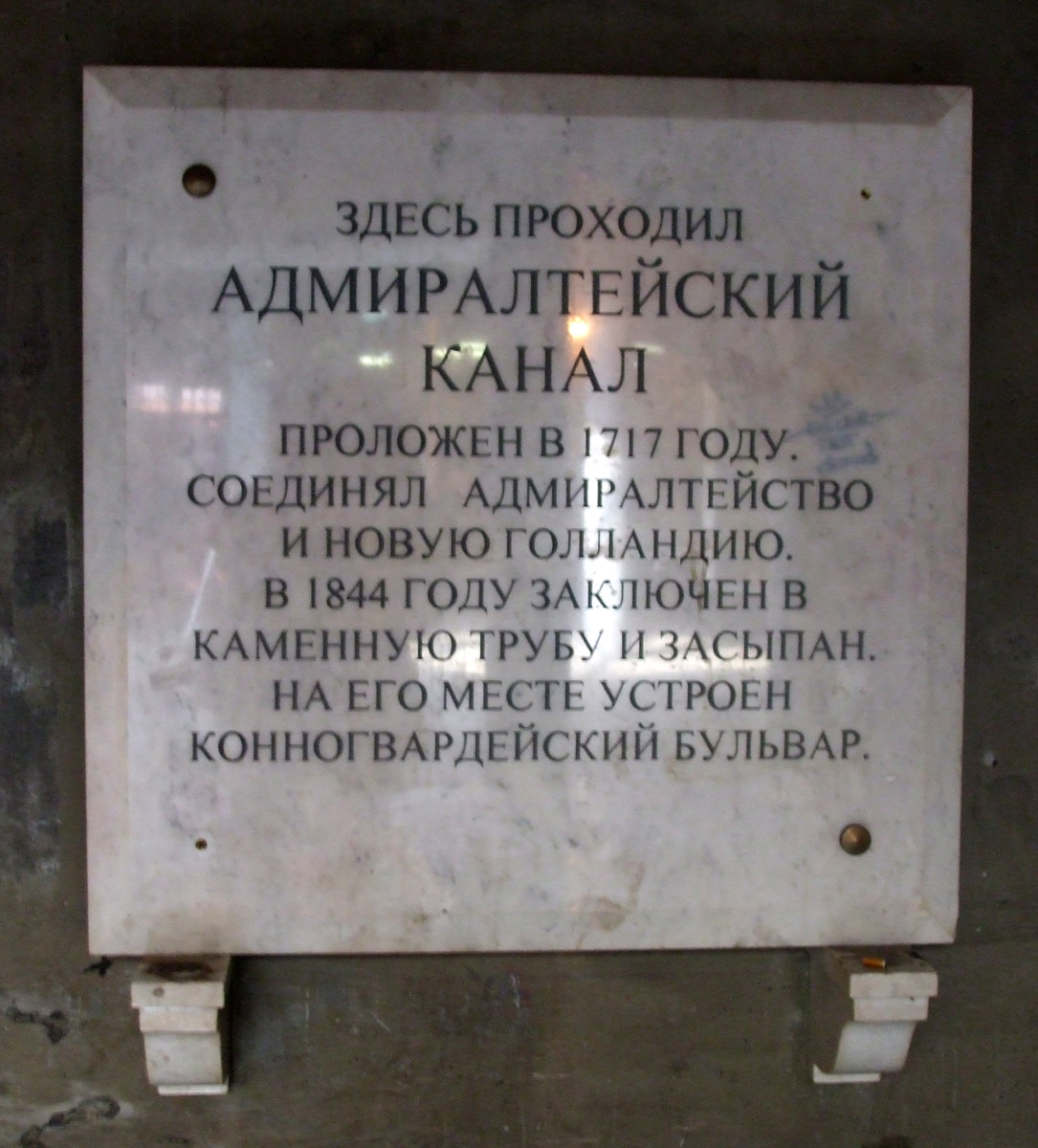
Мемориальная табличка в подземном переходе

Подземный переход под площадью Труда был открыт в 1999 году. В процессе строительства был вскрыт участок засыпанного Адмиралтейского канала. Первоначально планировался как обычный переход под оживлённой площадью, но проект был переделан «ГУП Ленгипроинжпроектом» с целью создания аналога московскому Охотному Ряду. Было принято решение создать подземный торговый комплекс с магазинами, павильонами по торговле цветами, а также кафе и ресторанами. В проект добавили первый для Петербурга стеклянный купол в подземном переходе. После постройки торговых павильонов они не были востребованы, большинство торговых мест пустовало, также не было обещанного властями большого потока потенциальных покупателей. В итоге подземка превратилась в обыкновенный пешеходный переход, не оборудованный для передвижения маломобильных граждан.

### Доходный дом (площадь Труда, дом 3,набережная Адмиралтейского канала, дом 1, Галерная улица, дом 26)
Доходный дом построен в 1839 году по проекту архитектора Я. И. Реймерса.

### Доходный дом А. Ф. Кларка (площадь Труда, дом 1, Английская набережная, дом 38, Галерная улица, дом 39)
Доходный дом А. Ф. Кларка или Доходный дом общества «Мазут». Построен в 1883 году, а затем расширен в 1889—1890 году по проекту архитектора В. А. Шрётера для С. И. Утиной, жены «британского подданного» и коммерц-советника А. Ф. Кларка. В 1912 году дом продан крупному нефтепромышленному и торговому обществу «Мазут». После революции помещения в доме занимали в основном военные конторы. Сейчас здесь размещаются Гарнизонный военный суд и Военная прокуратура.

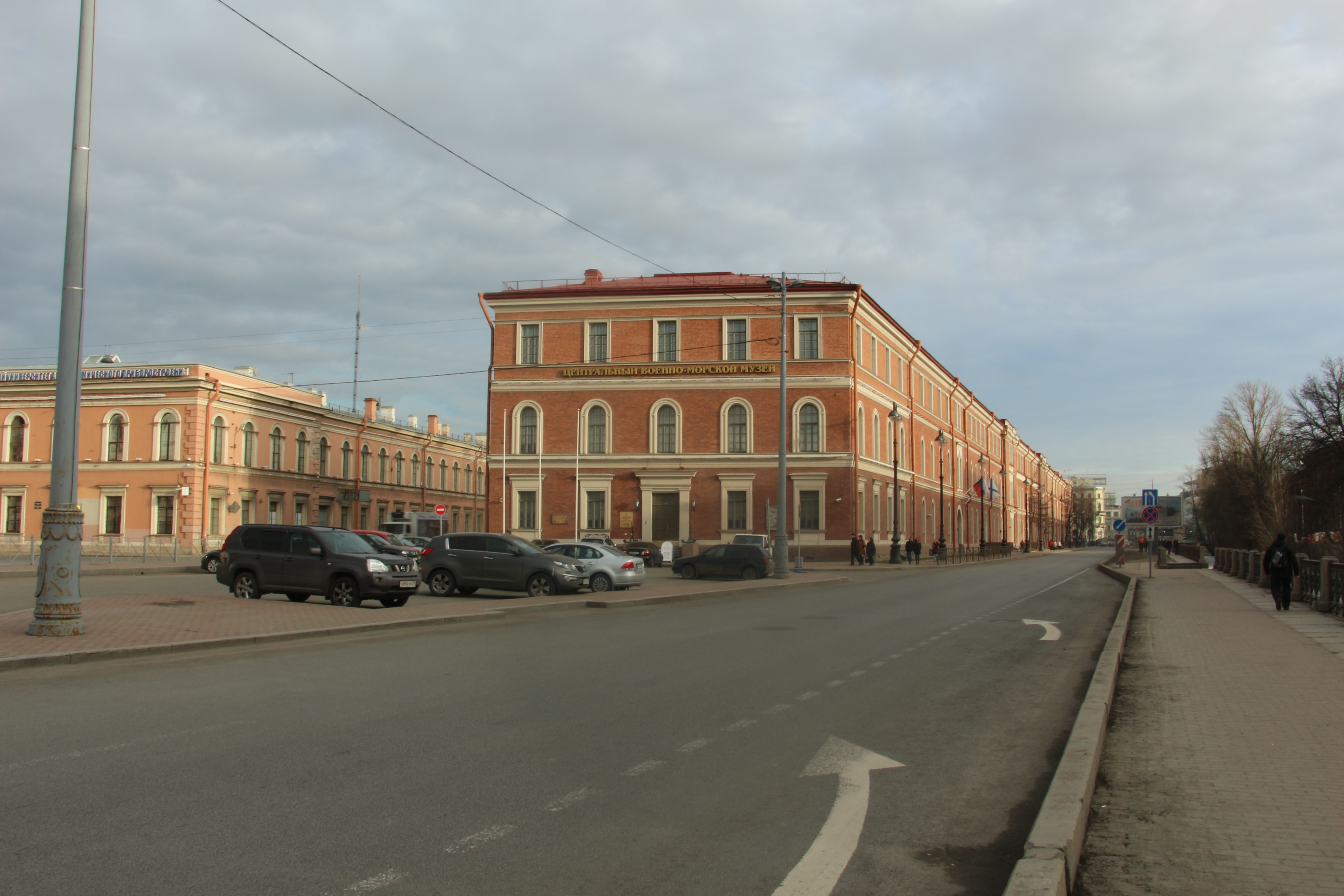
Крюковские морские казармы
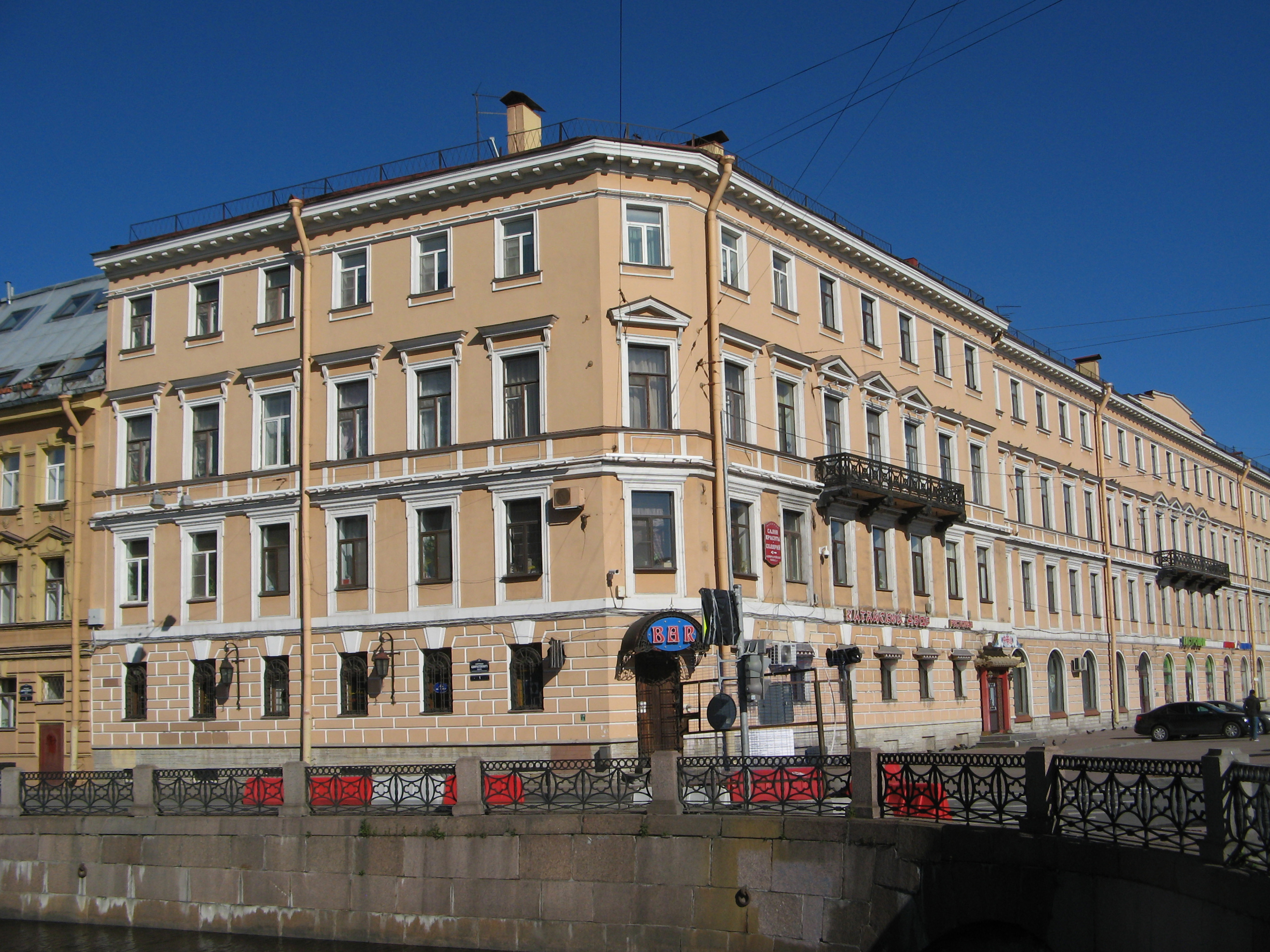
Доходный дом на углу с Адмиралтейским каналом
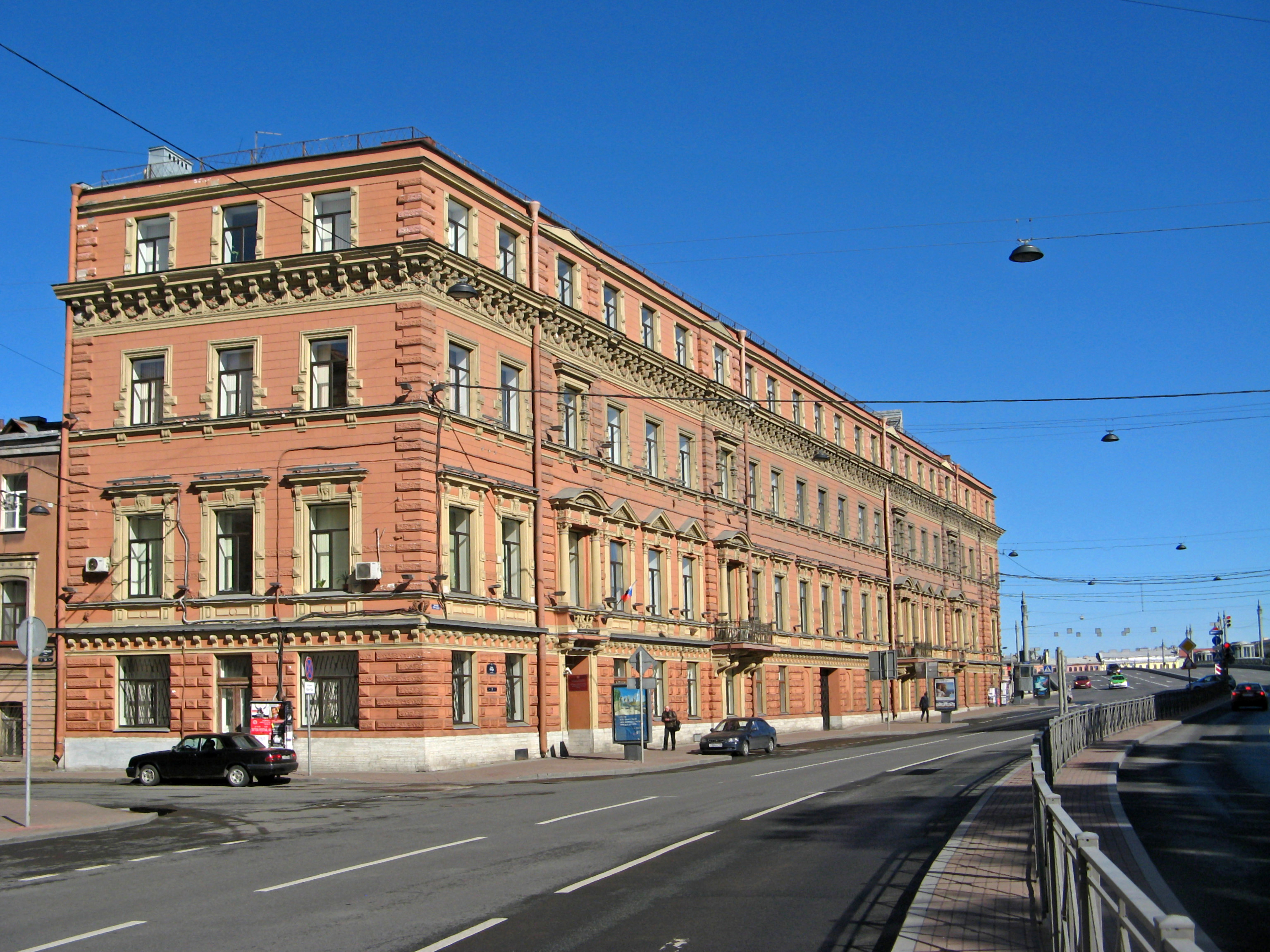
Доходный дом А.Ф. Кларка

## Транспорт
Ближайшие станции метро к площади Труда:  Василеостровская (пешком до площади 1,6 км),  Адмиралтейская (1,8 км),  Сенная площадь (2,4 км).
На площади есть остановка общественного транспорта:
- «Площадь Труда — Центральный Военно-Морской музей»: автобус 2, 6, 70, 100, 262, троллейбус 5, 12, 22.